# 福島市道27号方木田茶屋下線
福島市道27号方木田茶屋下線（ふくしましどう27ごう ほうきだちゃやしたせん）は、福島県福島市にある一級市道である。

## 概要
- 起点：福島市方木田字水口
- 終点：福島市松山町
  - うち供用区間：方木田字水口起点～野田町4丁目・御山字一本木～御山字中屋敷・松山町～松山町終点
- 全長：7.6149㎞
- 路線認定年月日：1983年2月8日[1]

福島市街地南西部に位置する方木田字水口の国道115号福島西バイパスより北上し、東にカーブを描きながら信夫山の北麓に沿い市街地北東部の松山町の国道4号に至る計画の路線であり、福島市街地中心部の外環状線に位置する。供用済区間のうち、起点から野田町4丁目の福島県道310号庭坂福島線交点までの区間は都市計画道路方木田茶屋下線として街路整備された区間であり、上下対向2車線であるが主な交差点には右折レーンが完備され、両側に広い歩道が設置されている。しかし残りの供用済区間は住宅地の中を通り抜けるセンターラインのない隘路であり、従来の細い道路を路線認定のためにとりあえず編入したものにすぎない状態である。

### 重用路線
- 福島県道310号庭坂福島線（野田町5丁目 - 野田町4丁目）

### 道路施設
- 上八木田橋（荒川）

## 沿革
- 1973年度 - 起点～野田町5丁目（福島県道70号福島吾妻裏磐梯線交点）間の全長1,810mが幅員18mの街路として事業化される[2]。
- 1993年10月 - 吉倉～八木田間（福島市道南町佐倉下線～福島県道126号福島微温湯線間）が開通。
- 1995年9月 - 上八木田橋を含む事業化済み区間が開通。総事業費は43億5,080万円[3]。
- 1995年11月17日 - 野田町5丁目～野田町4丁目（福島県道310号庭坂福島線交点）間の全長558mが県北都市計画道路事業の認可を受け下野寺工区として事業化、用地買収着手。
- 1999年度 - 下野寺工区道路改良工事着手
- 2006年度 - 下野寺工区のうち全長400mが暫定供用される。
- 2010年度 - 下野寺工区全線開通。
- 2013年8月8日 - 福島県道310号庭坂福島線のバイパス路線である都市計画道路腰浜町町庭坂線三河北町工区区間が開通し当路線に接続する[4]。
- 2017年4月7日 - 都市計画道路腰浜町町庭坂線交点～下野寺工区終点間の62.1mが県道310号に路線認定される[5]。

## 接続路線
斜体路線は未供用区間を表す
- 国道115号福島西バイパス（方木田字水口 起点）
- 福島市道南町佐倉下線（旧国道115号）（吉倉字谷地）
- 福島県道126号福島微温湯線（八木田字中島）
- 福島県道70号福島吾妻裏磐梯線（野田町5丁目1）
- 福島県道310号庭坂福島線 福島駅方面（野田町5丁目8）
- 福島県道310号庭坂福島線 庭坂方面（野田町4丁目）
- 福島県道3号福島飯坂線（森合字北向）
- 国道13号（御山字中屋敷）
- 国道4号（松山町 信夫ヶ丘入口交差点 終点）

## 沿線
- 社会医療法人秀公会 あづま脳神経外科病院
- トライアル福島店
- 医療法人白寿会福島中央病院・介護老人保健施設エルダーランド
- ホンダカーズ福島吉倉店
- 福島日産自動車吉倉店
- コマツ福島
- 岩瀬書店八木田店
- ハシドラッグ八木田店
- ほっともっと福島八木田店
- クラロン
- いちいパワーデポ八木田店（サンドラッグ八木田店・モスバーガー八木田店）
- 柏屋八木田店
- ミニストップ福島八木田店
- 道とん堀福島八木田店
- 荒川桜づつみ河川公園